# Sloanea meianthera
Sloanea meianthera là một loài thực vật có hoa trong họ Côm. Loài này được Donn. Sm. miêu tả khoa học đầu tiên năm 1904.